# 拉塞爾 (科羅拉多州)
拉塞爾（英語：Russell）是位於美國科羅拉多州科斯蒂亞縣的一個非建制地區。該地的面積和人口皆未知。

## 地理
拉塞爾的座標為37°33′19″N 105°17′16″W / 37.55528°N 105.28778°W，而該地的平均海拔高度為2789米（即9150英尺）。